# Panda wielka
Panda wielka, niedźwiedź bambusowy (Ailuropoda melanoleuca) – gatunek drapieżnego ssaka z rodziny niedźwiedziowatych (Ursidae).
Panda wielka zamieszkuje lasy bambusowe na wysokości 1200–4100 m n.p.m. (zimą schodzi do 800 m n.p.m.). Jej przynależność do drapieżnych nie ulega wątpliwości, jednak w rzeczywistości odżywia się pędami roślin (głównie bambusa), nie gardzi też rybami i małymi gryzoniami. Zaliczenie pandy do zwierząt drapieżnych spowodowane jest budową jej układu pokarmowego. Jest on zbudowany jak u zwierząt spożywających pokarm mięsny. Z tego powodu panda musi jeść bardzo dużo, nawet do 40 kg dziennie, ponieważ panda trawi tylko 25% spożytego pokarmu (gdy na przykład krowy trawią 80% spożytego pokarmu). Przez długi czas była zaliczana do rodziny szopowatych jako odległy krewny pandy małej, jednak badania genetyczne wykazały, że panda wielka jest spokrewniona z niedźwiedziami, od których oddzieliła się we wczesnym rozwoju rodziny niedźwiedziowatych. Jej najbliższym krewnym jest niedźwiedź andyjski.
Według Międzynarodowej Unii Ochrony Przyrody panda wielka należy do zwierząt narażonych na wyginięcie, głównie wskutek stopniowego ograniczania obszarów dla niej dostępnych, ale także niskiej rozrodczości.

## Występowanie i środowisko
Panda wielka zamieszkuje łańcuchy górskie położone w prowincjach Syczuan, Gansu i Shaanxi w Chińskiej Republice Ludowej. Klimat, w którym żyje, jest zimny i wilgotny. Na wysokości 1600–2000 m n.p.m. rośnie las liściasty, w którym niektóre rośliny nie tracą liści na zimę. Panda odwiedza czasami te okolice, zwłaszcza w okresie wzrostu młodych pędów bambusa. Na wysokości 2000–2600 m n.p.m. występuje las mieszany, powyżej zaś, do wysokości 3600 m n.p.m., rośnie las iglasty. Kolejne piętra roślinności to roślinność alpejska, nagie skały oraz strefa wiecznych śniegów, lecz panda nie przekracza granicy lasów iglastych. Jej siedliska występują na wysokości 2500–3200 m n.p.m. Schodzi ona regularnie do wysokości 2000 m n.p.m., a niżej – rzadko. Poszycie wszystkich lasów, w których występuje panda, jest utworzone przez bambusy. Zarośla bambusowe, będące dla pandy jednocześnie i kryjówką, i – przede wszystkim – źródłem pokarmu, są chronione przez wysokie drzewa. Coraz więcej lasów tworzących środowisko pandy jest wycinanych przez ludzi pod pola uprawne.

## Opis gatunku

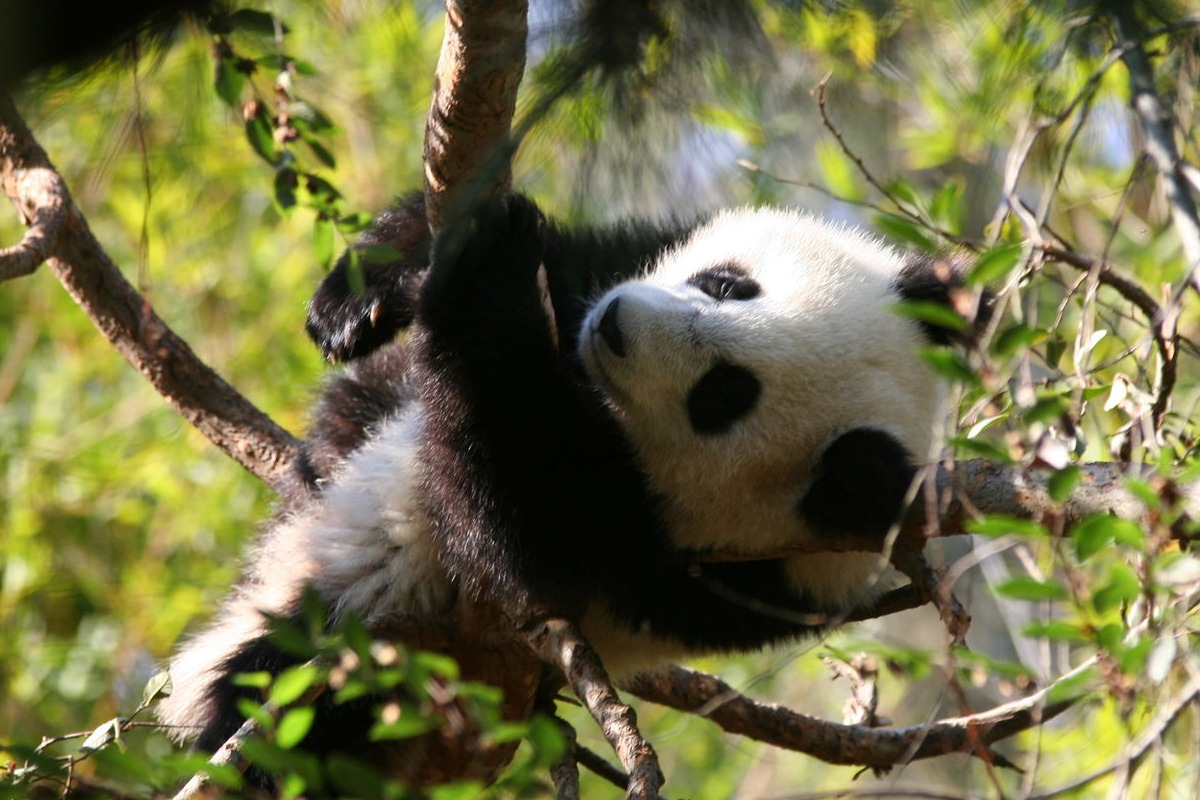
Panda wspinająca się na drzewo

Samiec jest cięższy od samicy, ale osobniki obu płci bardzo trudno rozróżnić.
Wymiary
- Wysokość w kłębie: 60–80 cm
- Długość ciała: 1,2–1,5 m (głowa i tułów)
- Długość ogona: 12–13 cm
- Masa ciała: 75–115 kg samce; samice lżejsze o 10%–20%

Informacje ogólne
- Dojrzałość płciowa: 5–6 lat
- Okres godowy: od marca do maja
- Ciąża: 97–163 dni
- Opóźnienie implantacji zarodka: 1,5–4 miesięcy
- Liczba młodych w miocie: 1–3, zwykle tylko jedno przeżywa
- Długość życia: 20–30 lat
- Liczebność: około 1000 osobników

Futro pandy – białe lub żółtawe z czarnymi obwódkami – pozwala kamuflować się zwierzęciu w półcieniu bambusowego poszycia. Sierść stanowi także doskonałą ochronę przed zimnem. Długość włosów wynosi 3–10 cm, zależnie od okolicy ciała. Futro jest nasączone wydzieliną łojową i chroni pandę przed deszczem i śniegiem. Głowa pandy jest okrągła, krótka, szeroka i masywna. Jarzmowe łuki są bardzo silnie wykształcone, dzięki czemu stanowią dobre miejsce przyczepu dla mięśni żuchwowych. Panda nie porusza ani wargami, ani uszami, aby zamanifestować agresję. Panda ma 40 zębów: siekacze 3/3, kły 1/1, przedtrzonowe 4/4 lub 3, trzonowce 2/3. Zęby uległy przystosowaniu do spożywanego pokarmu – zęby trzonowe i tylne przedtrzonowe mają szerokie powierzchnie trące. Dwie czarne obwódki wokół oczu pandy sprawiają, że trudno jest zobaczyć ich wyraz.  Wnętrze przełyku jest pokryte wytrzymałą, zrogowaciałą wyściółką, żołądek zaś wyposażony jest w grube ściany mięśniowe, chroniące go przed ostrymi odłamkami łodyg bambusowych. Kończyny przednie pandy wyposażone są w „szósty palec”, ruchliwy i przeciwstawny do pozostałych. Powstał on na skutek rozwoju jednej z kości nadgarstka. Wyposażony jest w dodatkową opuszkę na powierzchni podeszwowej łapy. Dzięki temu przystosowaniu łodygi bambusa nie wyślizgują się pandzie z łap.
Panda jest zwierzęciem stopochodnym, porusza się w charakterystyczny sposób, z łapami zwróconymi do wewnątrz i nisko opuszczoną głową. Potrafi stawać na tylnych łapach, nie umie jednak poruszać się w tej pozycji. Ponadto czasami kłusuje lub galopuje. Wspina się na drzewa.

## Systematyka
Zoolodzy mieli problemy z zakwalifikowaniem pandy wielkiej do odpowiedniej rodziny. Według odkrywcy pandy, ojca Armanda Davida, bez wątpienia była ona niedźwiedziem. Według autora oficjalnego opisu, zoologa Milne-Edwardsa sprawa nie była już tak oczywista, chociaż jego pierwsza publikacja z roku 1872 skłaniała się jeszcze ku niedźwiedziom. W roku 1901 jednak panda została umieszczona w rodzinie szopowatych, do której należała także panda mała. Oba gatunki różnią się znacznie od siebie, lecz zamieszkują te same lasy i żywią się bambusem. W 1964 roku badając anatomię pandy wielkiej stwierdzono, że pomimo tego, iż jej narządy rozrodcze przypominają bardziej układ rozrodczy szopa niż niedźwiedzia, ma ona wystarczającą liczbę cech, by zakwalifikować ją do niedźwiedziowatych. Niektórzy naukowcy proponowali jednak, by zakwalifikować pandę wielką i małą do osobnych rodzin, które byłyby usytuowane pomiędzy szopowatymi i niedźwiedziowatymi. W roku 1985 amerykańska ekipa przeprowadziła badania molekularne, dzięki którym określono, że panda wielka jest bliższa niedźwiedziom, niż jakiejkolwiek innej rodzinie drapieżnych.

## Tryb życia

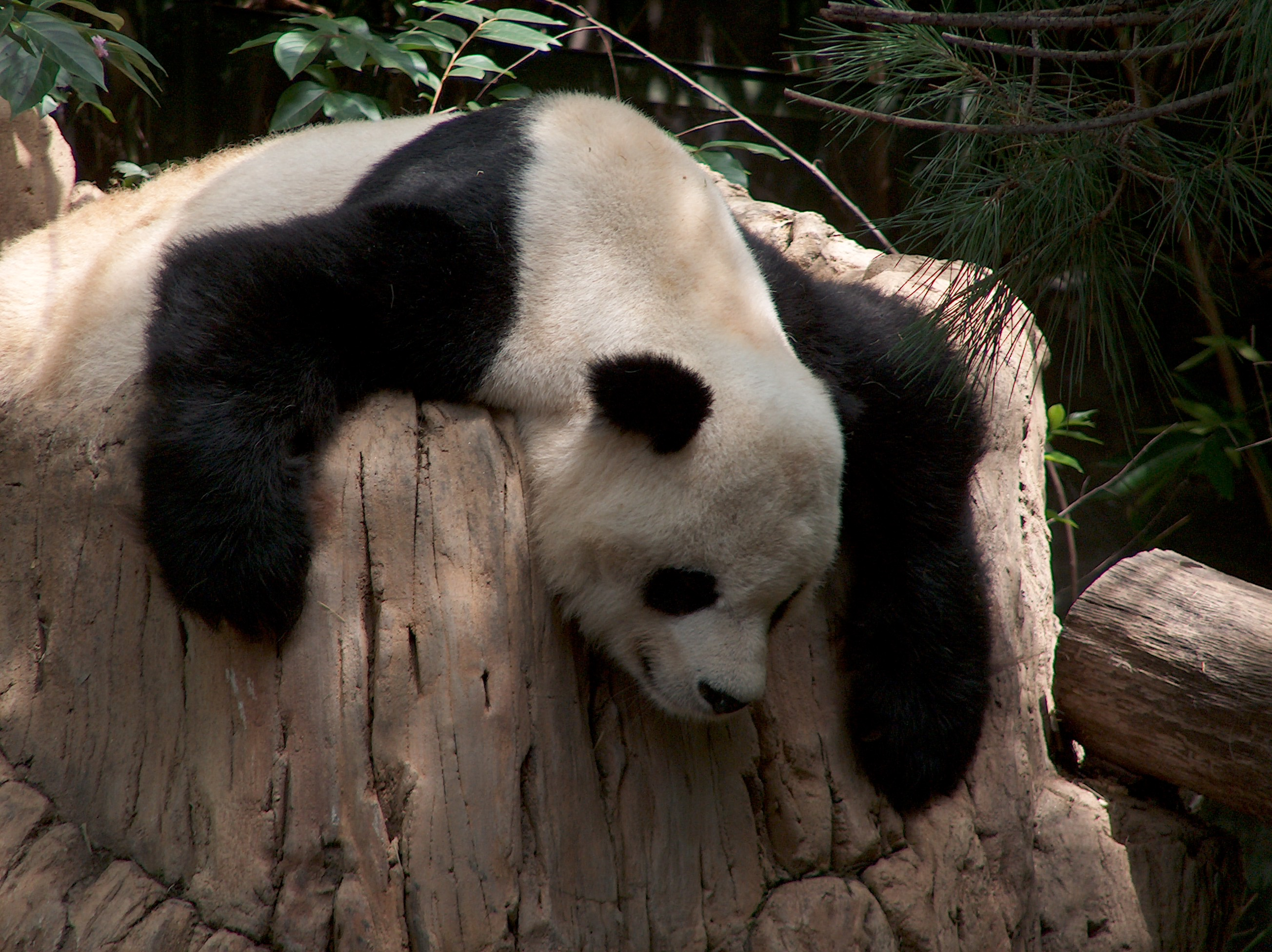
Wypoczywająca panda

Pandy zwykle żyją samotnie. Zajmują one rewir o powierzchni 4-6,5 km². Wędrują po swoim terytorium w poszukiwaniu nowych pędów bambusa powoli, aby oszczędzać energię. Najbardziej aktywne są o świcie i zmierzchu, lecz spotyka je się także w nocy i w dzień. Terytoria samców i samic są jednakowej wielkości. Są to niewielkie powierzchnie porównywalne do terytoriów niedźwiedzia brunatnego. Pandy jednak nie przemierzają regularnie całego terytorium. Dorosłe samice zachowują odstęp między swoimi terytoriami, który wynosi około 30 ha, natomiast samce nie wahają się zbliżyć do innego przedstawiciela gatunku podczas swoich wędrówek.
Zwierzęta te raczej nie kontaktują się ze sobą. Ich twarz jest mało wyrazista przez czarne plamy na białym futrze, przez co nie mają one wyraźnej mimiki. Komunikują się czasami za pomocą głosów, szczególnie w okresie rozrodczym, kiedy to zwierzęta te stają się hałaśliwe. Komunikują się także poprzez sygnały węchowe. Mają one ukryte pod krótkimi ogonami dwa gruczoły okołoodbytowe, którymi znaczą drzewa na swoim terytorium. Zachowanie to dotyczy przede wszystkim samców. Znaki te pozostawiane są zwykle na drogach, którymi przechadza się panda, rzadziej na granicach terytorium. Czasami zwierzęta te zostawiają także na tych samych drzewach ślady pazurów. Pandy rzadko przebywają razem. W pary łączą się jedynie w okresie reprodukcji. Jedynie młode, które nie osiągnęły jeszcze dojrzałego wieku, dzielą chwilowo to samo terytorium.

### Pokarm

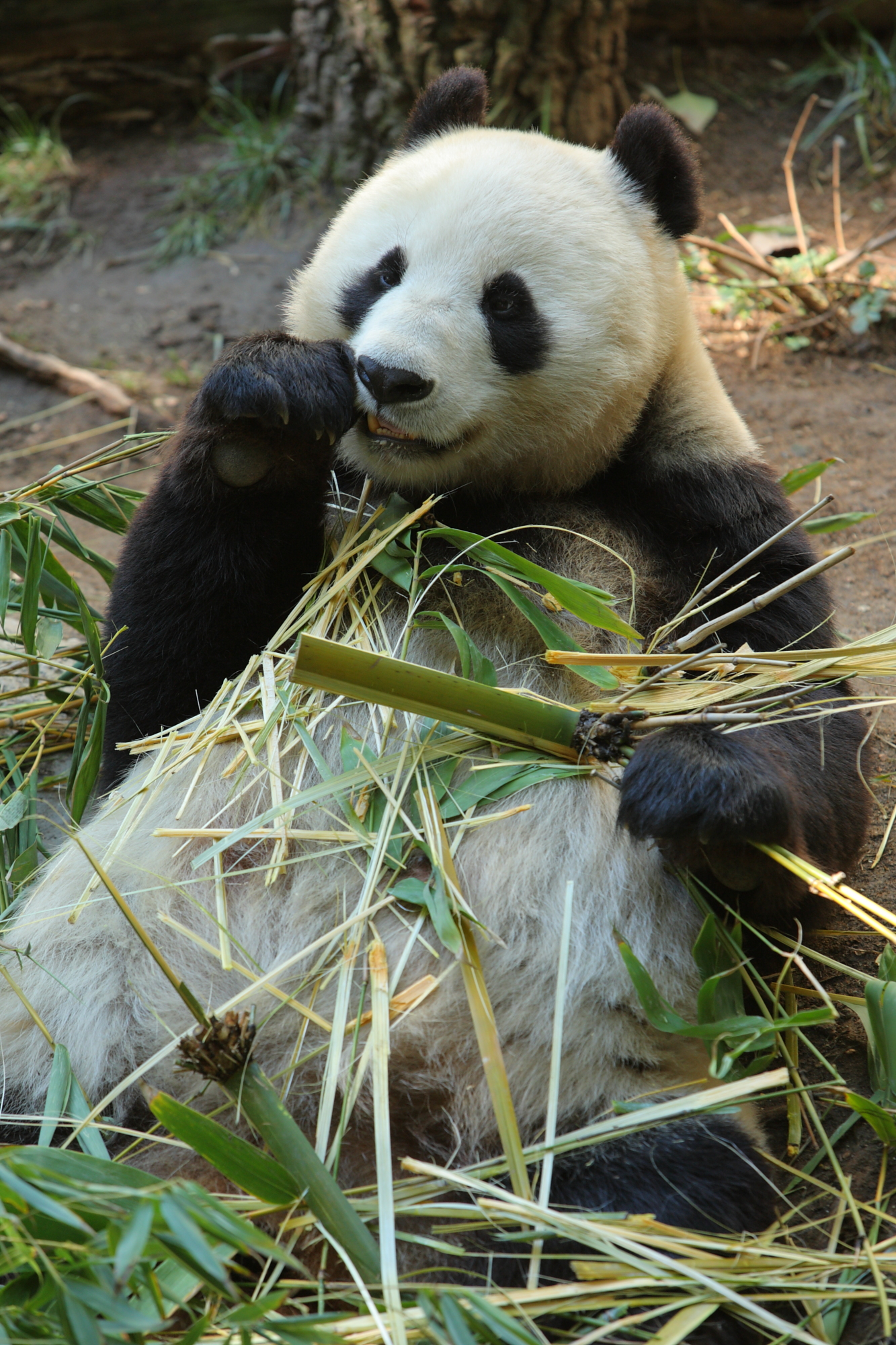
Panda zjadająca bambus

Głównym pożywieniem pandy jest bambus. Od listopada do marca je wyłącznie liście i młode łodygi, zawierające mniej błonnika i więcej składników odżywczych, od kwietnia do czerwca zjada także starsze łodygi, natomiast od lipca do października prawie wyłącznie liście.
Bambus jest mało wydajnym źródłem pokarmu, a układ pokarmowy pandy odziedziczony po drapieżnych przodkach jest mniej efektywny niż u innych roślinożerców. W trawieniu roślin pandom znacznie pomaga flora jelitowa. Panda zjada codziennie do 12,5 kg bambusa i defekuje ponad 100 razy dziennie. To wyspecjalizowanie pokarmowe było długo uznawane za ewolucyjną ślepą uliczkę, która stanowi zagrożenie dla gatunku. Współcześnie uważa się jednak, że obfitość tego źródła pokarmu daje przeważające korzyści i specjalizacja nie stanowi zagrożenia sama z siebie, jeżeli tylko pandy mają do dyspozycji wystarczająco duży obszar.
Bambus nie jest jedynym pożywieniem pandy. Zjada ona także inne rośliny trawiaste, a czasami nawet ryby, gryzonie, jajka, miód lub szczekuszki a nawet kozie lub jelenie mięso. Jej układ pokarmowy nie jest jednak tak dobrze przystosowany do wegetariańskiej diety, panda trawi bowiem jedynie 17% zjadanego bambusa (zwierzęta roślinożerne trawią 80% zjadanego jedzenia). Dlatego też panda poświęca 16 godzin dziennie na zdobywanie pożywienia.

### Rozmnażanie

#### Okres godowy
Samce i samice spotykają się wiosną, między marcem a majem. Przebywają ze sobą od jednego do dwóch dni, w trakcie których dochodzi do częstych kryć. Krótki okres płodny samic może być sposobem kontroli urodzin, ponieważ sperma samców zawiera dużą ilość plemników. Kiedy wokół jednej samicy zgromadzi się kilka samców, dochodzi do popisów sprawności, których zwycięzca będzie miał prawo do samicy.

#### Macierzyństwo
Ciąża pandy trwa 97–163 dni. W sierpniu przychodzą na świat 1–3 młode (w warunkach naturalnych jest to najczęściej jedno młode, w przypadku ciąży bliźniaczej drugie młode jest przez matkę porzucane i przez to skazane na śmierć, wysoka liczba młodych rodzących się w niewoli spowodowana jest dodatkową inseminacją po pokryciu), w bardzo słabo zaawansowanym stadium rozwoju. Ważą 75–150 g. Przypuszcza się, że podobnie jak u niektórych ssaków innych gatunków, u pand występuje zjawisko opóźnionej implantacji zarodka. Na czas porodu samica szuka schronienia w skalnej jamie lub w spróchniałym drzewie. Pandzie rzadko udaje się odchować więcej niż jedno młode, z uwagi na jego całkowitą zależność od matki.

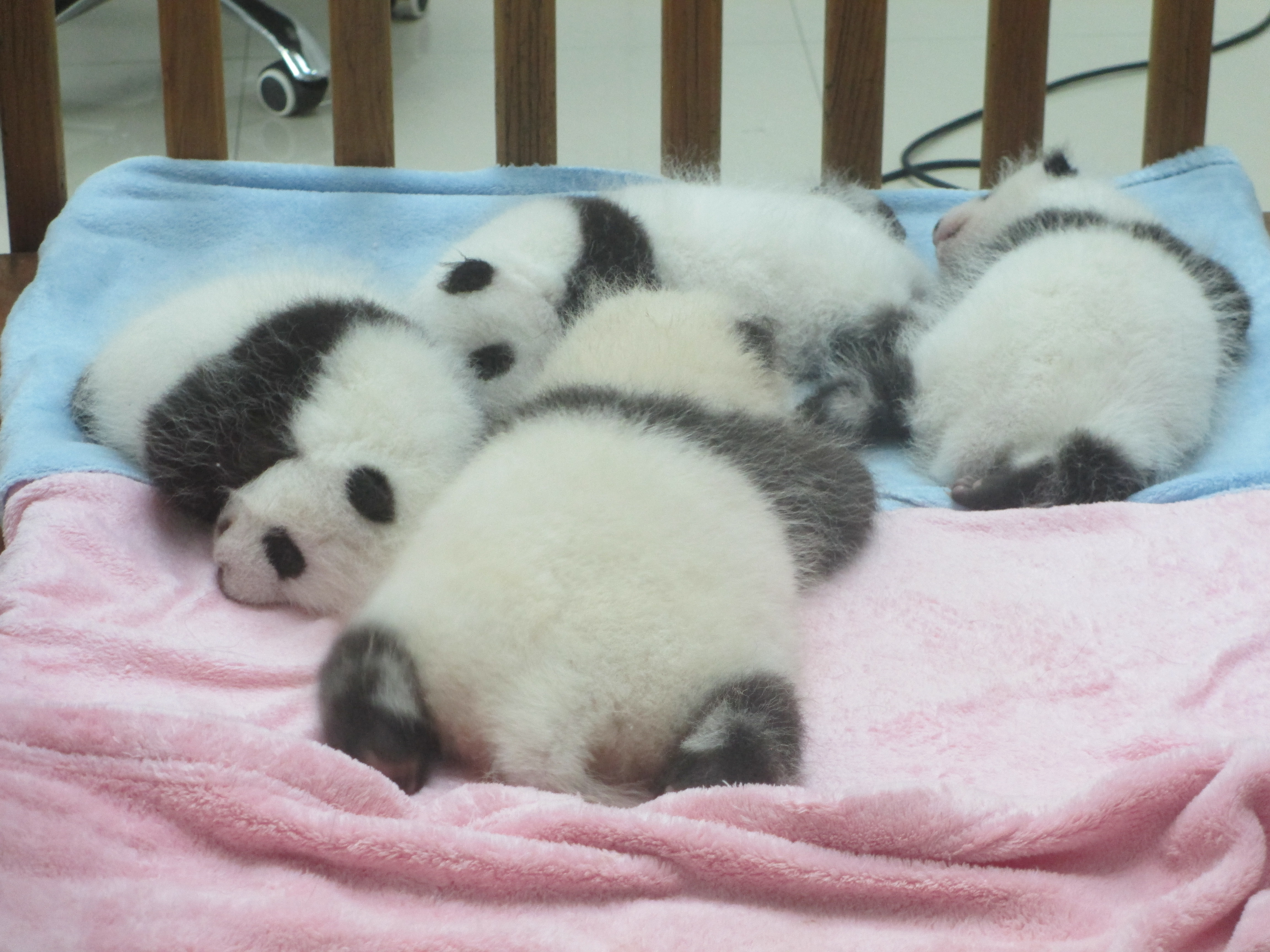
Młode pandy

Przez pierwsze kilka miesięcy jedynym pożywieniem młodej pandy jest mleko matki, które na początku ssie 6–14 razy dziennie, za każdym razem do pół godziny. Młode pozostaje w schronieniu przez 4–7 tygodni. Matka opuszcza kryjówkę tylko po to, aby zaspokoić głód i pragnienie. Opuszczać schronienie z młodym zaczyna wtedy, gdy porasta ono futrem i otwiera oczy (pomiędzy 45–48 dniem). Jednak młode nie potrafi wtedy jeszcze chodzić, przez co matka musi je nosić. Około 5–6 miesiąca życia młoda panda zaczyna żywić się bambusem. Definitywne odsadzenie następuje około 8–9 miesiąca. Związek matki z młodym trwa jednak nadal. Rozstają się po około 18 miesiącach. W ten sposób samica może odchować jedno młode co 2–3 lata. Młode pandy, które rozpoczynają samotne życie, często padają łupem lampartów lub dzikich psów. Dopiero w wieku 30 miesięcy, kiedy panda waży już około 80 kg, przestaje mieć jakichkolwiek naturalnych wrogów.

## Zagrożenia i ochrona

### Przyczyny wymierania pandy wielkiej
Jedną z głównych przyczyn wymierania pandy wielkiej jest działalność człowieka. Od starożytności ludzie uważali jej futro za bardzo cenne ze względu na stosunkowo niewielką liczbę pand. Współcześnie ludzie niszczą naturalne środowisko pandy wycinając lasy pod pola uprawne, co zaburza przemieszczanie się i rozmnażanie zwierząt. Duży problem stanowiło także kłusownictwo, którego skala znacznie zmalała wskutek ochrony prawnej. Kolejną przyczyną zanikania pandy wielkiej jest masowe obumieranie bambusów na rozległych przestrzeniach. Bambusy bowiem mają to do siebie, że ich kwitnięcie poprzedza obumieranie pędów. Sytuacja taka następuje co 15–100 lat. Takie regularne obumieranie pędów bambusa jest problemem dopiero od czasu ograniczenia siedlisk pand do wyższych partii gór i ich rozdrobnienia. Dawniej wystarczyło, aby zwierzęta przeniosły się do innej doliny, aby znaleźć inny gatunek bambusa, lub ten, który wyginął w poprzednim siedlisku, a w nowym rośnie w młodszym stadium.
Hodowla pand w niewoli napotkała problemy związane z trudnościami w reprodukcji, jako że zwierzęta nie wykazywały chęci do spółkowania. Samica pandy może urodzić nawet do trzech młodych, lecz zwykle przeżywa tylko jedno. Następne młode rodzą się po dwóch latach. Tak długi okres przejściowy powoduje, że więcej pand umierało, niż się rodziło. Jednak w środowisku naturalnym pandy rozmnażają się w wystarczającym tempie, aby gatunek przetrwał. Lepsze zrozumienie biologii gatunku pozwoliło ominąć te przeszkody i populacja pand w niewoli obecnie rośnie.

### Liczebność
W chińskim spisie dzikich pand przeprowadzonym w 2015 r. oszacowano ich populację na 1864 osobniki, co oznaczało wzrost o kilkaset sztuk w stosunku do poprzednich spisów i pozwoliło obniżyć status gatunku z zagrożonego wyginięciem do narażonego na wyginięcie. Populacja pand w niewoli w okresie od 2006 do 2018 r. wzrosła ponad dwukrotnie do 500 osobników przetrzymywanych w 20 krajach. Populacja pod koniec lat 2010. była podzielona na 30 izolowanych grup, z których 18 składało się z nie więcej niż 10 osobników i było zagrożonych wyginięciem.

### Zapobieganie wymieraniu
Dla ratowania pandy wielkiej na terenie Chin utworzono 12 rezerwatów, w których przebywa 67% tych zwierząt:
| Rezerwat                   | Prowincja | Powierzchnia (km²) | Data powstania | Przybliżona liczba pand |
| -------------------------- | --------- | ------------------ | -------------- | ----------------------- |
| Foping                     | Shaanxi   | 350                | 1978           | 100                     |
| Baishuaijiang              | Gansu     | 953                | 1978           | 20–40                   |
| Baihe                      | Syczuan   | 200                | 1963           | 20                      |
| Jiuzhaigou                 | Syczuan   | 600                | 1978           | 40                      |
| Wanglang                   | Syczuan   | 277                | 1965           | 10–20                   |
| Tangjiahe                  | Syczuan   | 400                | 1978           | 100–140                 |
| Xiaozhaizigou              | Syczuan   | 167                | 1979           | 20                      |
| Fenglongzha                | Syczuan   | 400                | 1975           | 50                      |
| Wolong                     | Syczuan   | 2000               | 1975           | 70–80                   |
| Labaihe                    | Syczuan   | 120                | 1963           | 25                      |
| Dafengding (powiat Mabian) | Syczuan   | 300                | 1978           | 30–40                   |
| Dafengding (powiat Meigu)  | Syczuan   | 160                | 1978           | 10                      |

Rezerwat Wolong, największy ze wszystkich, jest jednocześnie ośrodkiem badawczym, w którym prowadzi się hodowlę pandy wielkiej w niewoli. Rezerwat ten jest przykładem realnych zagrożeń ciążących nad pandami. W połowie lat osiemdziesiątych jej populację w tym rezerwacie oceniano na 130–140 zwierząt; dziesięć lat później populacja ta zmalała o około 50%. Jednak szeroko zakrojony program ochrony gatunku i środowiska, a także badania nad biologią pand, przyczyniające się do ich lepszego poznania, przyniosły skutek i liczebność gatunku zaczęła rosnąć. W 2016 roku status zagrożenia gatunku według IUCN został obniżony z „zagrożonego” (EN) do „narażonego na wyginięcie” (VU).
W programie ratowania pand wielkich biorą udział także ogrody zoologiczne na całym świecie. Pierwsza panda została wywieziona do zoo w Stanach Zjednoczonych w roku 1936. Kolejnych 14 zwierząt wyjechało z Chin w latach 1936–1946, ale aż do roku 1949, kiedy rozpoczęto kontrolę eksportu, Chiny opuściło ponad 770 pand. Następnie, do 1983 roku wyeksportowano jeszcze 24 osobniki.
W XXI w. program rozmnażania pand zaczął przynosić większe efekty dzięki zastosowaniu sztucznego zapłodnienia, jednak hodowane w ośrodkach osobniki nie są przystosowane do samodzielnego życia na wolności.

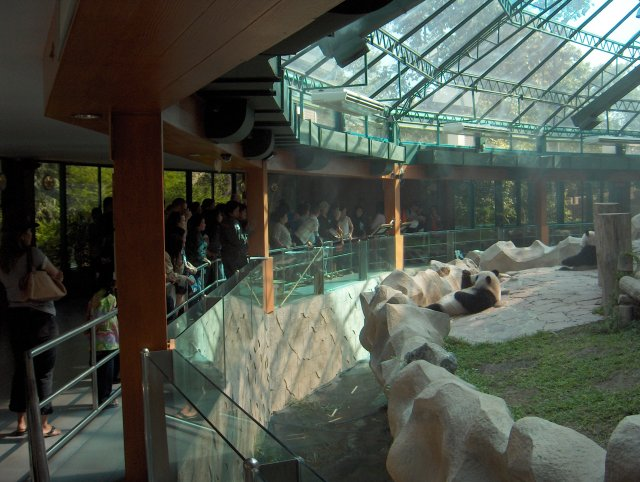
Panda wielka w Chiang Mai Zoo

Lista wybranych ogrodów zoologicznych, w których żyją pandy wielkie
Europa
- Edinburgh Zoo, Edynburg (samiec Yang Guang oraz samica Tian Tian)
- Pairi Daiza, Brugelette (samiec Xing Hui oraz samica Hao Hao)
- Tiergarten Schönbrunn, Wiedeń (dwa samce: Long Hui, Fu Bao oraz samica Yang Yang)
- ZooParc de Beauval, Saint-Aignan w pobliżu Tours (samiec Yuan Zi oraz samica Huan Huan)
- Zoo Aquarium de Madrid, Madryt (dwa samce: Bing Xing, Xing Bao oraz samica Hua Zuiba)

Ameryka Północna
- Toronto Zoo, Toronto (samiec Da Mao oraz samica Er Shun)
- US National Zoo, Waszyngton (samiec Tian Tian, oraz dwie samice: Mei Xiang, Bao Bao)
- Memphis Zoo, Memphis (samiec Le Le oraz samica Ya Ya)
- Zoo Atlanta, Atlanta (samiec Yang Yang oraz trzy samice: Lun Lun, Mei Lun, Mei Huan)
- San Diego Zoo, San Diego (dwa samce: Gao Gao, Xiao Liwu, oraz samica Bai Yun)
- Chapultepec Zoo, Meksyk (dwie samice: Shuan Shuan, Xin Xin)

Azja
- Ueno Zoo, Tokio (samiec Ri Ri oraz samica Shin Shin)
- Oji Zoo, Kobe (samica Tan Tan)
- Adventure World, Wakayama (trzy samce: Ei Mei, Kai Hin, Yu Hin oraz dwie samice: Rau Hin, You Hin)
- Taipei Zoo, Tajpej (samiec Tuan Tuan oraz dwie samice: Yuan Yuan, Yuan Zai)
- Chiang Mai Zoo, Tajlandia (samiec Chuang Chuang oraz samica Lin Hui)
- Zoo Negara, Kuala Lumpur (samiec Fu Wa oraz samica Feng Yi)
- River Safari, Singapur (samiec Kai Kai oraz samica Jia Jia)
- Shanghai Zoological Park, Szanghaj[7]

Australia
- Adelaide Zoo, Adelaide (samiec Wang Wang oraz samica Funi)

### Próby reprodukcji w niewoli

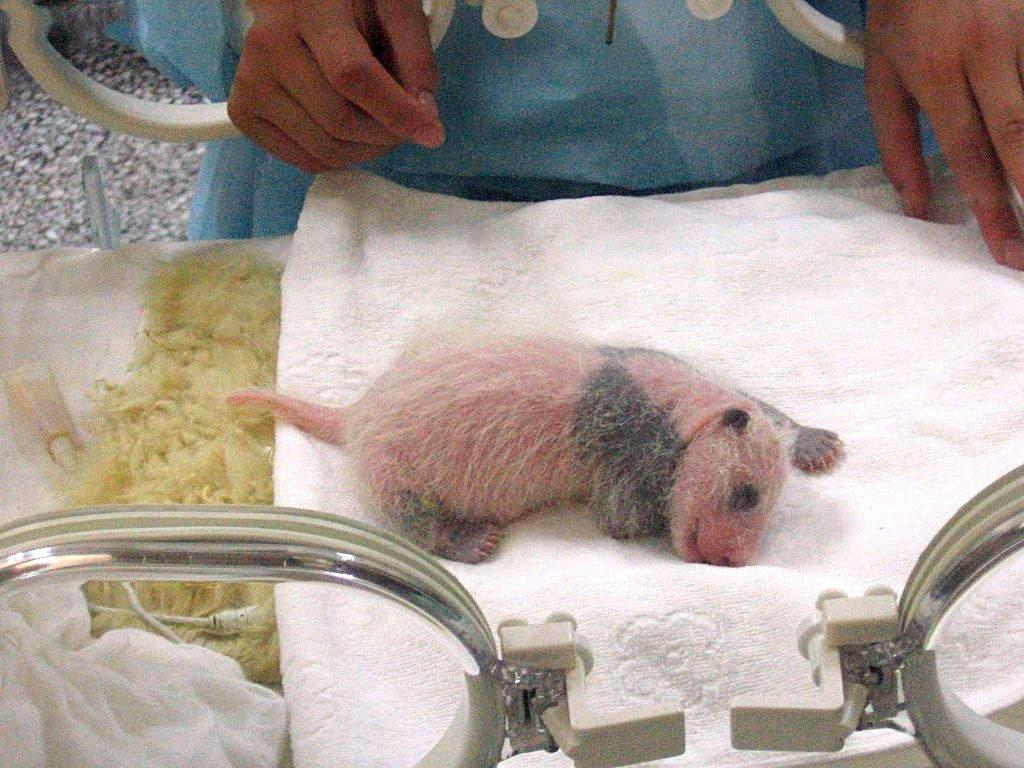
Noworodek pandy wielkiej urodzony w niewoli

W latach 1963–1983 odnotowano w Chinach i w niewoli 51 narodzin pand, lecz tylko 19 młodych przeżyło ponad dwa miesiące. W niewoli bardzo trudno jest zsynchronizować fizjologię samca i samicy. Także sztuczne odchowanie młodych pand sprawia bardzo wiele trudności, gdyż mleko pandy nie przypomina mleka żadnego innego ssaka.
Przez ostatnie dziesięć lat w zoo na całym świecie narodziło się kilkadziesiąt pand wielkich:
- Tai Shan, urodzona 9 lipca 2005 r. w National Zoo w Waszyngtonie[8]
- Su Lin, urodzona 2 sierpnia 2005 r. w San Diego Zoo[9]
- Mei Lan, urodzona 6 września 2006 r. w Zoo Atlanta[10]
- Zhen Zhen, urodzona 3 sierpnia 2007 r. w San Diego Zoo[11]
- Fu Long, urodzony 23 sierpnia 2007 r. w Tiergarten Schönbrunn w Wiedniu[12]
- Xi Lan, urodzony 30 sierpnia 2008 r. w Zoo Atlanta[10]
- Yun Zi, urodziny 5 sierpnia 2009 r. w San Diego Zoo[13]
- Fu Hu, urodzony 23 sierpnia 2010 r. w Tiergarten Schönbrunn w Wiedniu[14]
- Kai Hin oraz You Hin, urodzeni 10 sierpnia 2010 r. w Adventure World Wakayama[15]
- Po oraz De De, urodzeni 7 września 2010 r. w Zoo Aquarium de Madrid[16][17]
- PO, urodzony 3 listopada 2010 r. w Zoo Atlanta[10]
- Xiao Liwu, urodzony 29 lipca 2012 r. w San Diego Zoo[18]
- Yu Hin, urodzona 10 sierpnia 2012 r. w Adventure World Wakayama[19]
- Yuan Zai, urodzona 6 lipca 2013 r. w Taipei Zoo[20]
- Mei Lun oraz Mei Huan, urodzone 15 lipca 2013 r. w Zoo Atlanta[21]
- Fu Bao, urodzony 14 sierpnia 2013 r. w Tiergarten Schönbrunn w Wiedniu[22]
- Bao Bao, urodzona 23 sierpnia 2013 r. w National Zoo w Waszyngtonie[23][24]
- Xing Bao, urodzony 30 sierpnia 2013 r. w Zoo Aquarium de Madrid[25]